# Wapen van Woensdrecht
Het wapen van Woensdrecht is op 19 december 1963 bij Koninklijk Besluit aan de gemeente Woensdrecht toegekend. Het was het tweede wapen van de gemeente en gelijk aan het eerste wapen, met de toevoeging van een kroon. Het eerste wapen werd op 1 december 1922 toegekend. Hoewel de gemeente Woensdrecht reeds in 1795 uit de heerlijkheid Woensdrecht was ontstaan, werd een wapen pas in 1922 aangevraagd. Woensdrecht werd in 1810 met Zuidgeest en Hinkelenoord verenigd, en in 1821 met het dorp Hoogerheide. In 1997 ontstond de huidige gemeente uit de toenmalige gemeenten Woensdrecht, Huijbergen, Ossendrecht en Putte. Voor het gemeentewapen heeft deze grote wijziging echter geen gevolgen gehad.

## Geschiedenis
Het wapen is een combinatie van de H. Maria en het wapen van het Markiezaat van Bergen op Zoom. Sinds 1769 voerde Woensdrecht het wapen van de vorsten van Pfalz-Beieren. Het is niet geheel duidelijk waarom Maria op het wapen is afgebeeld, aangezien de parochieheilige van Woensdrecht St. Maarten was.

## Blazoen

### Wapen van 1922
De beschrijving van het wapen luidt: 
Gedeeld : I in keel een Lieve Vrouwe, houdende op de rechterarm een Christuskindje, dat in de linkerhand een wereldbol draagt, alles van zilver, II doorsneden: 1 gedeeld: a van sabel met een leeuw van goud, getongd en genageld van keel, b in keel 3 palen van goud; 2 in sinopel 3 maliën van zilver.

### Wapen van 1963
De beschrijving van het wapen luidt: 
Gedeeld : I in keel een Lieve Vrouwe houdende op de rechterarm een Christuskindje, dat in de linkerhand een wereldbol draagt, alles van zilver, II doorsneden: 1 gedeeld: a van sabel met een leeuw van goud, getongd en genageld van keel, b in keel 3 palen van goud; 2 in sinopel 3 maliën van zilver. Het schild gedekt met een gouden kroon van 3 bladeren en 2 paarlen.
N.B.:
- De heraldische kleuren zijn keel (rood), zilver (wit), sabel (zwart), sinopel (groen) en goud (geel).

## Verwante wapens
Onderstaande wapens zijn verwant aan het wapen van Woensdrecht:

Wapen van Fijnaart en Heijningen
Het oude wapen van Fijnaart en Heijningen
Wapen van Rucphen
Het oude wapen van Rucphen
Wapen van Wouw
Wapen van Standdaarbuiten
Wapen van Ossendrecht
Het oude wapen van Boutersem, tevens het familiewapen van Van Boutersem
Wapen van Zemst